# Ispolin

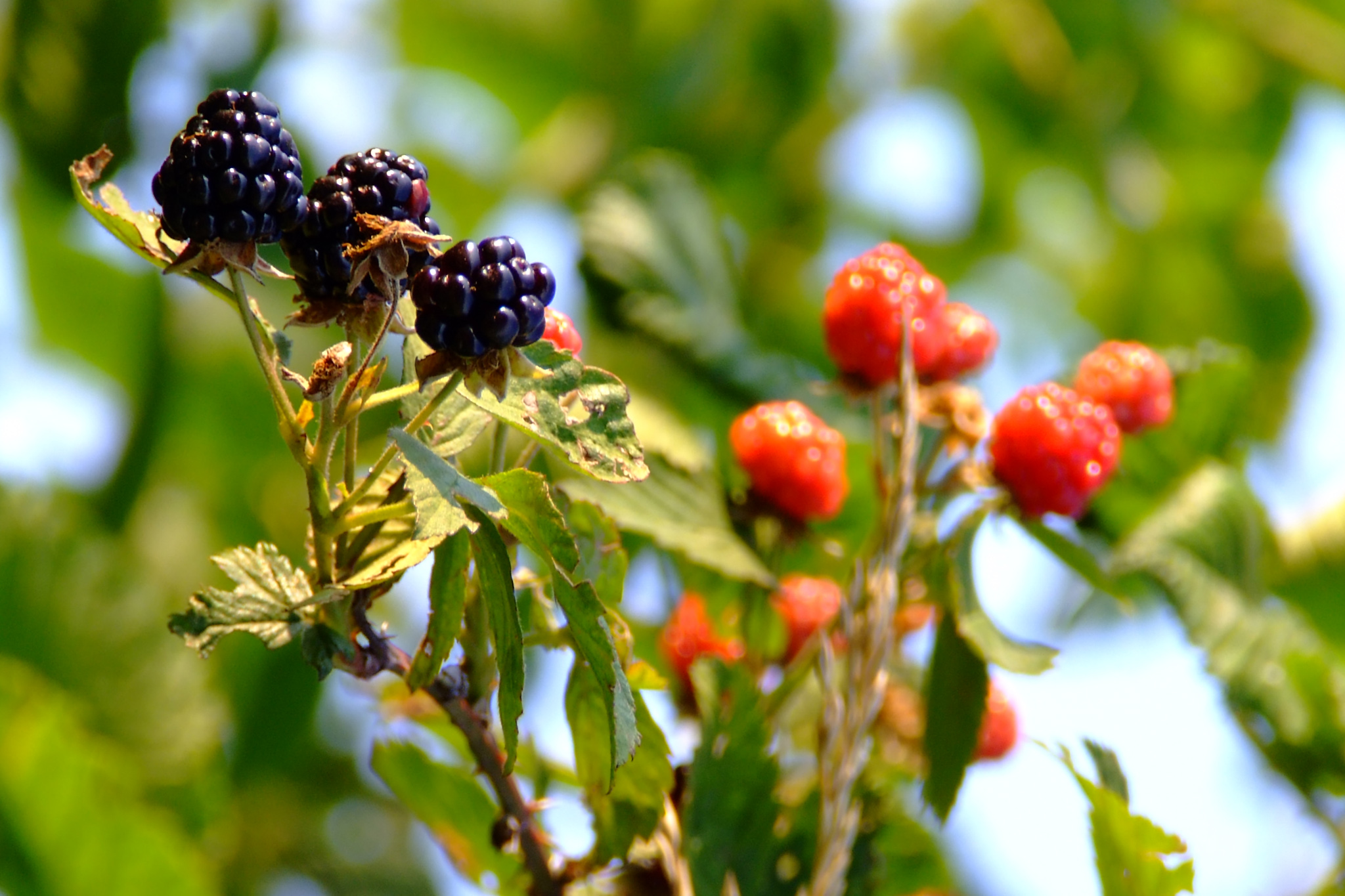
Les ronces, ennemies mortelles des Ispolin.

L'Ispolin (bulgare : исполин) est un géant légendaire de la mythologie bulgare, selon laquelle il aurait habité la Terre avant les hommes.

## Étymologie

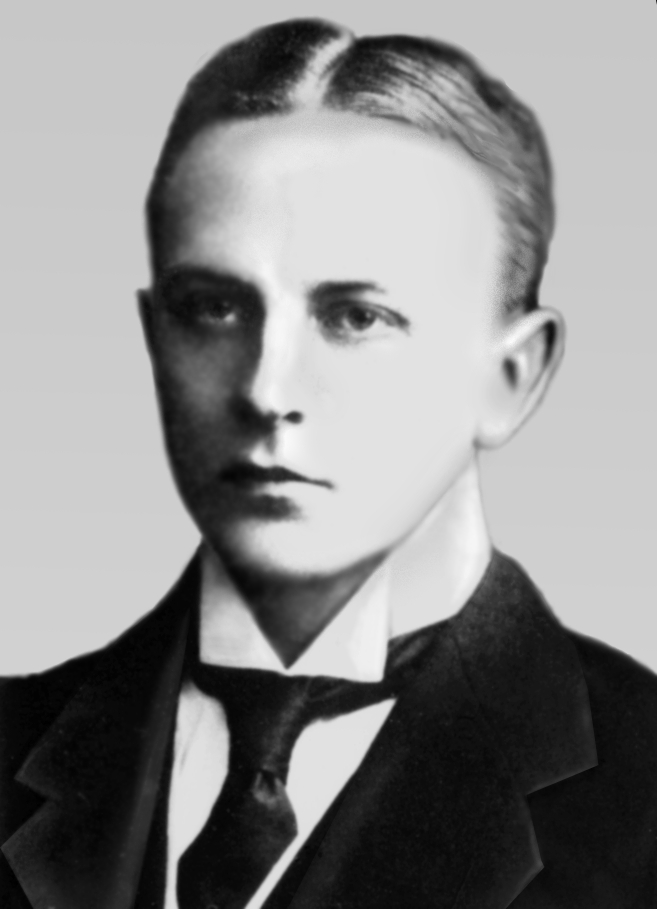
Max Vasmer.

Ispolin avec le sens de géant apparaît dans des textes en vieux-slave du Rus' de Kiev vers le XIe siècle. Le linguiste Max Vasmer pense que son étymologie est liée à spali, un nom qui désignait les Goths vaincus dans ce qui est aujourd'hui la Russie du sud. Le terme Sраlаеi apparaît dans un texte de Pline l'Ancien du Ier siècle, Histoire naturelle.

## Origines et apparences

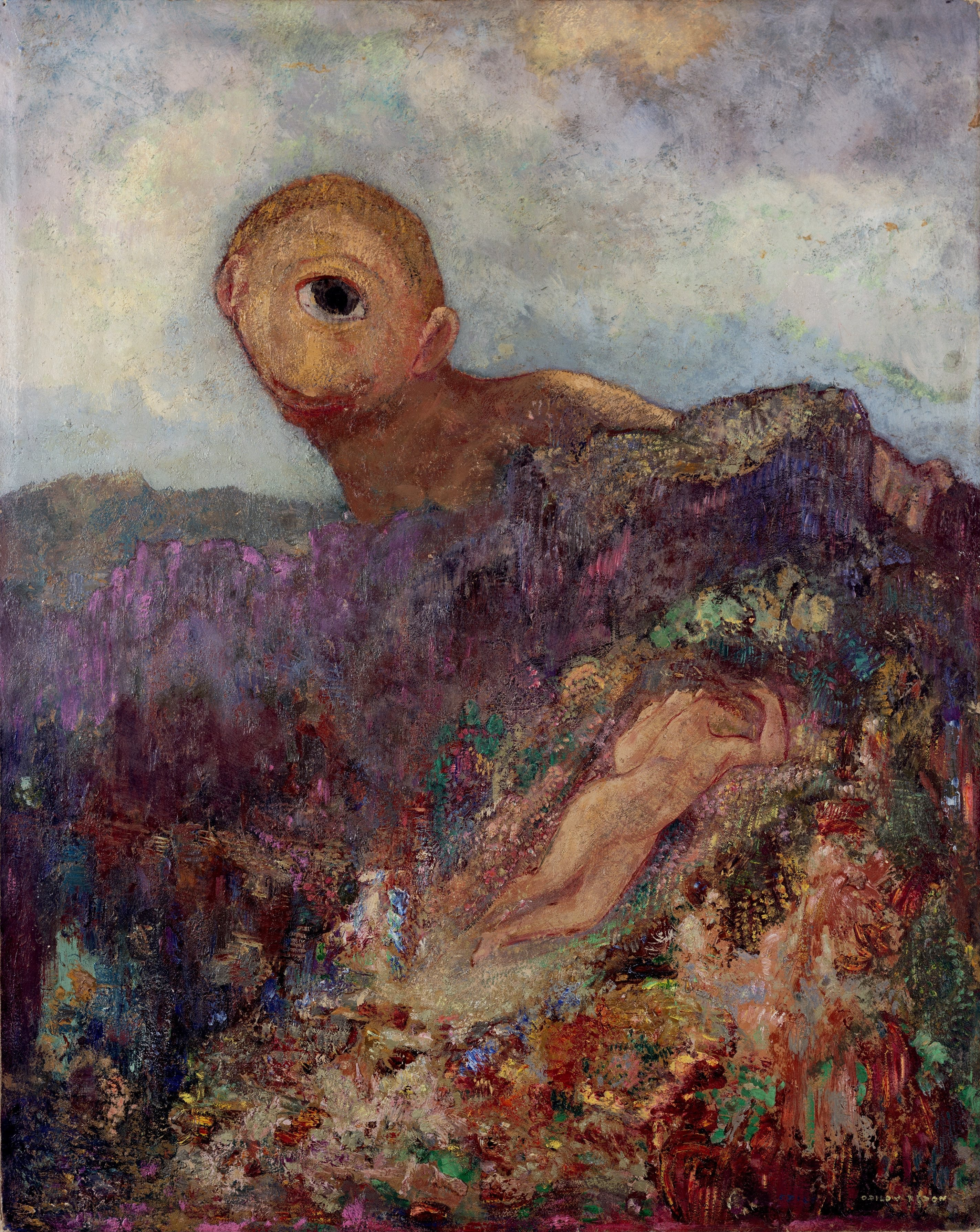
Par certains aspects, les Ispolin rappelaient les Cyclopes. Odilon Redon, Le Cyclope, 1914.

Selon le mythe de fondation bulgare, les Ispolini étaient la deuxième génération à habiter la terre, la troisième étant les hommes modernes et la première ayant été les Nains (dzhudzheta джуджета, singulier джудже dzhudzhe), mais ils moururent victimes de leur petite taille, incapables de se protéger des animaux sauvages et de cultiver efficacement la terre.
Dieu créa donc les Ispolin, exacts opposés des Dzhudzheta. Différentes versions les décrivent comme faisant 3 mètres de haut avec d'immenses têtes, quand d'autres racontent qu'ils avaient 3 têtes et un seul œil, de la taille d'un œuf, sur leur front. Par certains aspects, les Ispolin ressemblent aux Cyclopes de la mythologie grecque. En plus de leur taille, les Ispolin possédaient des pouvoirs surnaturels.
Les Ispolin habitaient des montagnes préhistoriques et avaient des voix si puissantes qu'ils pouvaient communiquer de sommet à sommet de montagne. Ils vivaient dans des grottes et étaient carnivores, se nourrissant exclusivement de viande crue, et étaient les ennemis naturels des dragons.
Malgré leur force physique et leur taille, les Ispolin n'étaient pas invulnérables. Les légendes bulgares racontent que la chose la plus dangereuse, pour eux, était le roncier, car, à cause de leur taille et de leur lenteur, ils étaient incapables de les voir à temps et de les éviter, et ils périssaient empêtrés dans les épines. C'est pourquoi les Ispolin offraient des sacrifices aux ronces.
Mais ce fut Dieu qui détruisit les Ispolin, car il pensait qu'ils n'étaient pas faits pour la vie sur Terre, et, en Bulgarie, les grands tas de pierre sont parfois considérés comme étant les tombes d'Ispolin.

## Autres noms
Les universitaires bulgares pensent que l'association des Latins et des Grecs avec les Géants provient des guerres pré-médiévales : ceux qui faisaient la guerre étaient vus comme plus forts et plus grands,.
| Alphabet latin | Alphabet cyrillique | sens                       |
| -------------- | ------------------- | -------------------------- |
| elini          | елини               | Grecs                      |
| latini         | латини              | Latins                     |
| zhidove        | жидове              | Juifs                      |
| zhidavtsi      | жидавци             | de zhidove, voir au-dessus |
| kapinchovtsi   | къпинчовци          | Les Hommes des mûres       |
| kaloyantsi     | калоянци            |                            |
| pesoglavtsi    | песоглавци          | Les Hommes à tête de chien |
| tsoglavtsi     | цоглавци            |                            |
| tsologlavtsi   | цологлавци          |                            |
| bugantsi       | буганци             |                            |